# Marko Višić
Marko Višić (Oklaj kraj Knina, 18. januar 1942 — 31. januar 2023. Beograd) bio je klasični filolog, filozof, prevodilac i univerzitetski profesor. Višić je doktor klasičnih nauka, istraživač kultura i civilizacija drevnog Bliskog istoka, klasični filolog, filozof koji se bavi prirodnom filozofijom naroda drevnog Bliskog istoka, Helade i Rima.

## Biografija
Na Odeljenju za klasične studije Filozofskog fakulteta, Univerziteta u Beogradu diplomirao je 1966. godine i na istoimenom Odeljenju magistrirao marta 1971. godine. Doktorirao je na Filozofskom fakultetu u Zagrebu januara 1989. godine. U toku redovnih studija (pored ostalih predmeta) slušao je i položio Istoriju starog veka (četiri semestra), Klasičnu arheologiju (četiri semestra) i Antičku balkanologiju (osam semestara).
Bavi se decenijskim istraživanjem kulturne istorije drevnog Bliskog istoka i antike, istraživanjem ranog mišljenja i spekulativne mîsli drevnih naroda, duhovnog i verskog života starih Egipćana, Sumerana, Akađana, Hetita, Vavilonjana, Hebreja, Helena i Rimljana, antičke filozofije i filozofije uopšte, te istorije antičke medicine, muzike i književnosti.
Iz gornjih oblasti objavio je oko dve stotine rasprava, eseja, studija, monografija i prevoda književnih dela iz bliskoistočne i antičke književnosti, sa akadskog, starohelenskog, klasičnog latinskog, francuskog, nemačkog i ruskog jezika.
Književna i filozofska dela prevodi sa devet jezika: akadskog (starovavilonskog), starogrčkog, klasičnog latinskog, francuskog, italijanskog, španskog, engleskog, nemačkog, ruskog.
Autor je preko 660 bibliografkih jedinica (pozorišne kritike, prikazi, recenzije, naučni radovi, monografije itd.).
Član je brojnih akademija nauka i naučnih institucija u svetu.
Umro je 31.januara 2023. godine u Beogradu u 82. godini zivota.

## Nagrade
- Nagrada za životno delo „Pečat”, dodeljuje izdavačka ustanova "Unireks".
- Nagrada za prevodilaštvo „Laza Kostić” u Novom Sadu, 1998. godine

## Dela
- Postanak i karakter mitologije nordijskih naroda, „Ulaznica” Časopis Centra za kulturu, Zrenjanin 1973, br. 33,
- Teogonija i kosmogonija Starih Slovena, „Ulaznica”, br. 38/39, 1974,
- Kult Sunca u ljudskoj civilizaciji, „Ulaznica”, br. 43, 1975,
- Kult stabla kroz ljudsku civilizaciju, „Novy život”, Novi Sad 1976, br. 5. (Na slovačkom jeziku). Isti rad objavaljen u „Vencu” (Časopis za umetnost, kulturu i književnost), Beograd 1978, br. 40.
- Četverojezični riječnik iz XVI stoljećai Četverojezični nomenklator iz XVI vijeka, „Arhivski pregled”, Beograd 1974, br. 1-2. (Časopis arhivskih radnika Srbije).
- Medicinski priručnik na latinskom jeziku iz 1573. godine, „Medicinski pregled”, god. XXVI, br. 3-4, Novi Sad 1973. (Časopis Društva za zdravstvenu kulturu SAP Vojvodine),
- Medicinski leksikon na latinskom jeziku iz 1578. godine. „Ulaznica”, Zrenjanin 1975, br. 44,
- Hipokrat, Kanon medicine (Aforizmi), „Medicinska knjiga”, Beograd – Zagreb 1978, drugo izdanje dopunjeno Hipokratovim delom Vazduh, Voda, Mjesto i uvodnom studijom Hipokrat život i djelo: IŠM „Oktoih”, Podgorica, 2000, treće izdanje: ITP „Unireks”, Podgorica, 2008.
- Odnos muzike i poezije u drevnoj Heladi, uvodna studija u delu Plutarh, O muzici, Centar za kulturu Zrenjanin, Zrenjanin 1975, drugo izdanje: „Prosveta”, Niš 1997, treće izdanje: ITP „Unireks”, Podgorica 2008;
- Kult muza u evropskoj književnoj tradiciji (monografija), „Svjetlost”, Sarajevo 1989; drugo izdanje; ITP „Unireks”, Podgorica 2008;
- Hesiod, Poslovi i dani, sa uvodnom studijom Hesiod i njegovo djelo, „Književna zajednica”, Novi Sad 1993; drugo izdanje: IK „Draganić”, Beograd 1998; treće izdanje: ITP „Unireks”, Podgorica 2008;
- Hesiod, Teogonija, sa uvodnom studijom Hesiod, život i djelo, „Oktoih”, Podgorica 2000; drugo izdanje: ITP „Unireks”, Podgorica 2008;
- Apolonije sa Rodosa, Ep o argonautima, sa uvodnom studijom Apolonije sa Rodosa i njegovo djelo, „Oktoih”, Podgorica 1998; drugo izdanje: ITP „Unireks”, Podgorica 2007;
- Antologija stare helenske lirike, sa studijom Razvoj stare helenske lirike, „Oktoih”, Podgorica 2000; drugo izdanje: ITP „Unireks”, Podgorica 2008;
- Homer, Ilijada, ITP „Unireks”, Podgorica 2014.
- Aristotel, Retorika, sa uvodnom studijom Poimanje i značaj besjedništva kod drevnih naroda, „Nezavisna izdanja”, Beograd 1987; drugo izdanje: „Naprijed”, Zagreb 1989; treće izdanje: „Svetovi”, Novi Sad 1997; četvrto izdanje: „Plato”, Beograd 2000; peto izdanje: ITP „Unireks”, Podgorica 2008;
- Aristotel, Rasprava o duši, sa uvodnom studijom Problem psyché u drevnoj Heladi, „Oktoih”, Podgorica 2001; drugo izdanje: ITP „Unireks”, Podgorica 2008;
- Heraklit, O prirodi, sa uvodnom studijom Heraklit, život i djelo, „Oktoih”, Podgorica 2001; drugo izdanje: ITP „Unireks”, Podgorica 2008;
- Boetije, Utjeha filosofije, sa uvodnom studijom Boetije i njegovo djelo, „Oktoih”, Podgorica 1999; drugo izdanje: ITP „Unireks”, Podgorica 2008;
- , Pravila za usmjeravanje duha; Rasprava o metodi; Istraživanje istine prirodnim svijetlom uma, sa uvodnom studijom Dekart, život i djelo, „Oktoih”, Podgorica 1997; drugo izdanje: ITP „Unireks”, Podgorica 2008.
- Velika egipatska knjiga mrtvih (Papyrus Reinisch) sa uvodnom studijom Duhovni i vjerski život drevnih Egipćana, „Nezavisna izdanja”, br. 31, Beograd 1982;[2] drugo izdanje dopunjeno Papurus-om Ani, objavila „Svjetlost”, Sarajevo 1989; treće izdanje: ITP „Unireks”, Podgorica 2008; studiju Duhovni i vjerski život naroda drevne Mezoptamije, objavila JAZU u „Forumu”, br. 10-11, Zagreb 1985;
- Zakonici drevne Mesopotamije, sa uvodnom studijom Duhovni i vjerski život narodâ drevne Mesopotamije, „Nezavisna izdanja”, Beograd 1986; drugo izdanje: „Svjetlost”, Sarajevo 1989; treće izdanje: CID, Podgorica 2003; četvrto izdanje: ITP „Unireks”, Podgorica 2008;[3]
- Gilgameš, sa uvodnom studijom Sumersko-akadski ep o Gilgamešu, „Naprijed”, Zagreb 1993; drugo izdanje: „Književna zajednica”, Novi Sad 1994; treće izdanje: IK „Draganić”, Beograd 1998; četvrto izdanje: ITP „Unireks”, Podgorica 2014.
- Sumersko-akadski Ep o stvaranju (Enuma eliš), sa studijom Kosmogonijsko-teogonijska misao narodâ drevnog Bliskog istoka, „Naprijed”, Zagreb 1993; drugo izdanje: „Istočnik”, Novi Sad 1994; treće izdanje: ITP „Unireks”, Podgorica 2008;
- Književnost drevnog Bliskog istoka, „Naprijed”, Zagreb 1993; drugo izdanje „Oktoih”, Podgorica 2000; treće idzanje: ITP „Unireks”, Podgorica 2008;[4]
- Pjesma nad pjesmama, sa studijom Duhovni i vjerski život drevnih Hebreja, „Pešić i sinovi”, Beograd 1986; drugo izdanje: LIB, Novi Sad 2007; treće izdanje: ITP „Unireks”, Podgorica 2014;[5]
- Poeme o Jovu (Jobu) – sumerska, akadska, egipatska i biblijska poema – sa uvodnom studijom Književnost drevnog Bliskog Istoka, „Oktoih”, Podgorica 1998; drugo izdanje: ITP „Unireks”, Podgorica 2008;
- Aurelije Augustin, Država božja, CID, Podgorica 2004., sa temeljnim istorijskim komentarima;
- Ovidije Nason, Metamorfoze, sa uvodnom studijom Ovidije Nason i njegovo djelo, ITP „Unireks”, Podgorica 2007.;
- Publije Vergilije Maron, Ajneida (Eneida), sa uvodnom studijom Vergilije Maron i njegovo djelo.
- J. W. Goethe, Prafaust (Urfaust), JAZU, „Forum”, br. 10-11, Zagreb 1993; drugo izdanje: „Književna zajednica”, Novi Sad 1994.
- Onomastika u grčkim poveljama srpskih vladara, „Oktoih”, Podgorica 1999; drugo izdanje ITP „Unireks”, Podgorica 2008.[6]

## Spoljašnje veze
- Superkwižara/naslovi -autor Marko Višić
- feniks-libris.com/Naslovi-autor Marko Višić